# Al-Karak
Al Karak (arabsko: الكرك), v Jeruzalemskem kraljestvo znano kot Kerak, je mesto v Jordaniji, znano po križarskem gradu, grad Al-Karak. Grad je eden izmed treh največjih gradov v regiji, druga dva sta v Siriji. Al Karak je glavno mesto upravne enote guvernat Karak.
Al Karak leži 140 kilometrov južno od Amana na starodavni kraljevi cesti. Stoji na vzpetini približno 1000 metrov nad morjem in je s treh strani obdan z dolino. Al Karak ima pogled na Mrtvo morje. Okoli gradu je bilo zgrajeno naselje s približno 32.216 ljudi (2015) in ima zgradbe iz časa osmanskega obdobja iz 19. stoletja. Mesto je zgrajeno na trikotni planoti, na ozkem južnem koncu pa je grad.

## Zgodovina
Al Karak je bil naseljen že od vsaj v železni dobi in je bil pomembno mesto za Moabite. V Bibliji se imenuje Qer Harreseth ali Qir Moabski in je identificiran kot podložen asirskemu cesarstvu; v Knjigah kraljev (16: 9) in v Knjigi Amos (1:5, 9:7) se omenja kot kraj, kamor so Aramejci odšli, preden so se naselili v regijah na severu Levanta in kamor je Tiglat-Pileser III. poslal ujetnike po osvojitvi Damaska. Po osvojitvi Damaska je Šamaili kraljestvo že nekaj let pozneje prevzelo oblast, vendar ni gotovo za kako dolgo. O njihovem obdobju vladavine je bilo zabeleženo malo. Leta 1958 so v Wadi al-Karaku našli ostanke napisa, ki so bili datirani v konec 9. stoletja pred našim štetjem. V poznem helenističnem obdobju je Al Karak postal pomembno mesto, ki je ime dobilo iz aramejske besede za mesto Kharkha (כרכא). Al Karak vsebuje nekaj najstarejših krščanskih skupnosti na svetu, ki segajo že v 1. stoletje našega štetja po križanju Jezusa Kristusa.
Območje je na koncu padlo pod oblast Nabatejcev. Rimsko cesarstvo - s podporo arabskega plemena Ghasanidi ali Ghasasinah - ga je osvojilo od njih leta 105. Mesto je bilo v pozni antiki znano kot Harreketh. Pod bizantinskim cesarstvom je bil sedež škofije, v njej pa je bila cenjena nazaretska cerkev, pod arabsko oblastjo pa je ostala večinoma krščanska. Njen škof Demetrij je sodeloval pri koncilu treh provinc Palaestine, ki je potekal v Jeruzalemu leta 536. Druga, poimenovan Janezova, naj bi obstajala v 9. stoletju. 

### Križarji, Ajubidi in obdobje mamelukov
Al-Karak je padel pod križarsko gospostvo Oultrejordain (tudi Transjordanija), dežele vzhodno od reke Jordan in Mrtvega morja. Kralj Fulk Jeruzalemski je leta 1132 postavil Pagana Butlerja (latinsko Paganus Pincerna, umrl okoli 1149) za gospoda Montreala in Oultrejourdaina. Pagan je postavil sedež v Al-Karaku, kjer je zgradil grad na hribu, ki so ga klicali križarji Petra Deserti – 'Kamen puščave'. Njegov grad, precej spremenjen, dominira nad mestom vse do danes.
Grad je bil v rokah križarjev le 46 let. Saladinova vojska ga je že nekajkrat ogrozila, nazadnje pa se je leta 1188 predal po obleganju, ki je trajalo več kot eno leto . Saladinov mlajši brat Al-Adil I. je bil guverner okrožja, dokler ni leta 1199 postal vladar Egipta in Sirije . Jakut al-Hamavi (1179–1229) je ugotovil, da je »Al-Karak zelo močno utrjen grad na mejah Sirije, proti provinci Balka in v gorah. Stoji na skali, obkrožen z vadiji, razen ob strani proti mestu.« Geograf Al-Dimaški (1256–1327) je opozoril, da je Karak: »nepremagljiva trdnjava, ki stoji visoko na vrhu gore. Njeni jarki so doline okoli njega, ki so zelo globoke. Pravijo, da je bil prvotno v rimskem obdobju samostan in so ga spremenili v trdnjavo. Zdaj je turška zakladnica.« Zgodovinar Abu'l-Fida (1273–1331) je ugotovil, da je Al-Karak »slavno mesto z zelo visoko trdnjava, eno najbolj nedosegljivih trdnjav Sirije. Približno en dan hoda od nje je mesto Mutah, kjer so grobnice Ja'far ibn Abi Taliba (premljevalec islamskega 'nabija' (preroka) Mohameda in starejši Alijev brat) in njegovih spremljevalcev. Pod Al-Karakom je dolina, v kateri je termalna kopel (hamam) in številni vrtovi z odličnim sadjem, kot so marelice, hruške, granatna jabolka in drugo.«
Leta 1355 ga je Ibn Batuta obiskal in zapisal: »Al-Karak je ena najmočnejših in najslavnejših trdnjav Sirije. Imenujejo jo tudi Hisn al Ghurab ('Vranja trdnjava') in je obkrožena z vseh strani s soteskami. Obstaja le en prehod, in vstop skozi prehod, ki je predor v živo skalo, in tvori nekakšno dvorano. Ostali smo štiri dni zunaj Karaka, na mestu, imenovanem Ath Thaniyyah.«
Grad je imel v času Mameluškega sultanata večkrat vlogo kot mesto izgnanstva in oporišče. Njegov pomen je bil v nadzoru nad karavansko potjo med Damaskom in Egiptom in romarsko potjo med Damaskom in Meko. V 13. stoletju ga je mameluški vladar Baibars uporabil kot odskočno desko pri svojem vzponu na oblast. Leta 1389 je bil sultan Barquq izgnan v Al-Karak, kjer je zbral svoje pristaše, preden se je vrnil v Kairo.
Al-Karak je bil rojstni kraj Ibn al-Quffa, arabskega krščanskega zdravnika in kirurga ter avtorja najzgodnejšega srednjeveškega arabskega traktata, namenjenega izključno kirurgom.

### Osmansko obdobje
Leta 1596 se je Al-Karak pojavil v osmanskem defterju (davčnem registru), ki so v nahiji (upravna enota) Karak, ki je del sandžaka Ajlun. V njem je bilo 78 gospodinjstev in 2 samca, ki so bili muslimani in 103 gospodinjstva in 8 samcev, ki so bili kristjani. Plačali so fiksno davčno stopnjo v višini 25 % za kmetijske proizvode, vključno s pšenico, ječmenom, oljkami / vinogradi / sadnim drevjem, posebnim proizvodom (bajt al-mal), koz in čebeljih panjev; poleg občasnih prihodkov za vodni mlin in tržnico. Njihov skupni davek je znašal 15.000 akçe.
Al-Karak je sestavljalo pet glavnih plemen, znanih kot pleme Al-Ghasasinah, pleme Al Majali, ki je prvotno prišlo iz Hebrona , pleme Tarawneh in pleme Saraireh, ki so zamenjali nekoč prevladujoče El 'Ahmer . Pleme Ghasanidi naj bi prvo naselilo mesto sodobnega Al-Karaka. Sestavljale so ga družine: Suheimat, Halasa {Halaseh}, Dmour, Mbaydeen, Adaileh, Soub ter Mdanat in Karakiyeen.
Leta 1844 je Ibrahim paša iz Egipta poslal odpravo zahodno od Mrtvega morja. Njegove čete so zasedle grad v Al-Karaku, a so izgubili veliko življenj.
Mohamed Al Majali, ki je leta 1868 nadzoroval Al-Karak, je bil vpleten v dogodke, ki so privedli do uničenja moabskega kamna.
Leta 1893 je vzvišeni Abdul Hamid II. ustanovil podpokrajino Ma'an s stalnim guvernerjem (mutasarif') v Al-Karaku pod sirskim wālijem (administrativni naslov), s sedežem v Damasku. Eden prvih guvernerjev, leta 1895, je bil Husein Helmy Bey Effendi (tudi Hüseyin Hilmi paša), star 40 let, prej generalni sekretar v Damasku. V treh polkih je vladal z garnizonom 1200 vojakov, večinoma nabornikov iz zahoda reke Jordan. Bilo je tudi 200 čerkeških konjenikov. Eden njegovih dosežkov je bila razorožitev lokalnega prebivalstva. Z židovskim zdravnikom je ustanovil tudi vojaško bolnišnico, uveljavil ureditev kovancev, uteži in mere, uvedel tedensko poštno storitev v Jeruzalem, Damask in Ma'an in vzpostavil kmetijske projekte, kot je sajenje 5000 trt pri Madebi.
Ena ocena prebivalstva mesta in okolice v tem trenutku je bila skupno 10.000. Med njimi je bilo 8000 muslimanov in 2000 pravoslavnih kristjanov, katerih cerkev je bila sveti Jurij, zgrajena leta 1849. Latinski misijon je bil ustanovljen leta 1874 in leta 1886 je Al Majali dovolil angleški misiji, da deluje v mestu. Mestna pravoslavna šola je štela 120 fantov in 60 deklet. Isti vir ugotavlja, da so se mestni muftiji izobraževali v Hebronu in al Azharju v Kairu ter da je bila na novo zgrajena mošeja. Trgovci iz Damaska so prišli v mesto dvakrat na leto.

## 20. stoletje =
Po konferenci v San Remu leta 1920 je Velika Britanija dobila mandat za upravljanje območja. Novoimenovani visoki komisar v Jeruzalemu Herbert Samuel je poslal več uradnikov vzhodno od reke Jordan, da bi ustanovili lokalno upravo. Major Alec Kirkbride je imel sedež v Al-Karaku z majhnim odredom policistov. S predsednikom je ustanovil tako imenovano Nacionalno vlado Moaba. Januarja 1921 je Emir Abdulah Husein začel sestavljati vojsko v Ma'anu in objavil namero, da napade Francoze v Siriji. Po krajšem posvetovanju z nadrejenimi je vlada Kirkbridov pozdravila prihod emirja. Na konferenci v Kairu, marca 1921, so Abdulaha Britanci priznali za vladarja Transjordanskega emirata .
V 1920-ih je imel Al-Karak 8000 prebivalcev, tretje največje mestno prebivalstvo (po Amanu in Saltu z 20.000 vsak) v Transjordani.
Leta 1961 je bilo v mestu Karak 7422 oseb , od tega 1622 kristjanov.
Avgusta 1996 so se v mestu zgodili nemiri zaradi hrane, potem ko je vlada povišala ceno kruha.
Mesto in grad sta bila 18. decembra 2016 prizorišča oboroženega napada, v katerih je bilo ubitih najmanj 19 ljudi; 13 jordanskih civilistov in varnostnikov, kanadski turist in vseh 5 napadalcev.

## Podnebje
Al-Karak ima mediteransko podnebje vroče poletje (Köppnova klasifikacija Csa). Največ dežja pade pozimi. Povprečna letna temperatura je 16,5 ° C. Letno pade približno 359 mm padavin.

## Demografija
Metropolitansko prebivalstvo Al-Karaka je leta 2013 ocenjeno na 68.800, kar predstavlja 31,5 % celotnega prebivalstva guvernata Karak. Večina prebivalstva mesta je muslimanov (75 %), veliko pa je tudi krščanskega prebivalstva (25 %). Na splošno je odstotek kristjanov v Al-Karaku med najvišjimi v Jordaniji.

## Kuhinja
Al-Karak je znan po tradicionalni jordanski jagnjetini, imenovani mansaf (arabsko: منسف), kuhana v omaki iz fermentiranega posušenega jogurta in postrežena z rižem ali bulgurjem. Je priljubljena jed, ki jo sicer jedo po celotnem Levantu. Ime pomeni 'velik pladenj' ali 'velik krožnik'.

## Galerija
- Karak s križarskim gradom v ozadju
- Ulica v Al-Karaku
- Mestna policija
- Mošeja
- Saladinov kip in mošeja v ozadju
- Pogled na mesto

## Pobrateno mesto
- Birmingham, Alabama, Združene države amerike